# Calymmaria suprema
Calymmaria suprema là một loài nhện trong họ Hahniidae.
Loài này thuộc chi Calymmaria. Calymmaria suprema được Ralph Vary Chamberlin & Wilton Ivie miêu tả năm 1937.